# Бачинский, Игорь Владимирович
И́горь Влади́мирович Бачи́нский  (укр. Ігор Володимирович Бачинський; 30 ноября 1983, Киев, Украинская ССР, СССР — 25 февраля 2014, Киев, Украина) — участник Евромайдана. Один из героев «Небесной сотни». Герой Украины (2014, посмертно).

## Биография
Родился в Киеве 30 ноября 1983 года в семье военного лётчика Владимира Александровича (1958 г.р.) и Елены Афанасьевны Бачинских (1961 г.р.). Мать происходила из семьи военных, была племянницей генерал-майора Суятинова Алексея Фёдоровича.
Был единственным ребёнком в семье. Детство провёл в городе Умань, где служил его отец. В 2000 году окончил Уманскую общеобразовательную школу № 5 имени В. И. Чуйкова.
Отец Игоря, выполняя военное задание, получил лучевую болезнь. Его состояние быстро ухудшалось. В 1997 году он комиссовался, а 24 ноября 1999 года умер. Через полтора месяца, в январе 2000 года умирает мать. После окончания школы Игорь переезжает в город Боярка, Киевской области, где жили родители его отца — Алексей Григорьевич и Галина Андреевна Бачинские. Поступает в Высшее профессиональное училище № 33 г. Киева на специальность повара и через год его успешно оканчивает. В 2002—2003 годах проходил срочную службу в Украинской армии. После окончания службы работал торговым представителем и учился в ВУЗе.
Был участником первых протестов на площади Независимости. В середине декабря уволился с работы и всё время проводил на Майдане. Был членом Всеукраинского объединения «Майдан». Во время событий 18-20 февраля 2014 года был ранен взрывом гранаты. Умер 25 февраля 2014. В свидетельстве о смерти причиной смерти была указана болезнь.
Похоронен 27 февраля 2014 года на кладбище села Перевоз Васильковского района Киевской области.
Был женат, в 2010 родилась дочь София.

## Награды
- Звание Герой Украины с удостаиванием ордена «Золотая Звезда» (21 ноября 2014 года, посмертно) — за гражданское мужество, патриотизм, героическое отстаивание конституционных принципов демократии, прав и свобод человека, самоотверженное служение Украинскому народу, проявленные во время Революции достоинства[5].
- Медаль за жертвенность и любовь к Украине (УПЦ КП, июнь 2015) (посмертно)[6].
- Грамота верховного архиепископа Киево-Галицкого Святослава (08.05.2016) (посмертно)[7].

## Память
Мемориальная доска в родном городе Боярка. Установлена 25.02.2015 в годовщину смерти.